# Sierra Engarcerán
Sierra Engarcerán (hiszp. wym. [ˈsje.ra eŋ.ɡal.seˈɾan]; kat. la Serra d’en Galceran, wym. [la ˈsɛ.ra ðeŋ ɡal.seˈɾan]) – gmina w Hiszpanii, we wspólnocie autonomicznej Walencja, w prowincji Castellón, w comarce Plana Alta.
Powierzchnia gminy wynosi 81,98 km². W 2018 roku liczba ludności wynosiła 1023, a gęstość zaludnienia 12,48 osoby/km²;. Wysokość bezwzględna gminy równa jest 748 metrom. Współrzędne geograficzne gminy to 40°16'10"N, 0°1'11"E. Kod pocztowy do gminy to 12182.
W 2015 roku alkadem wybrano Manuela Salesa Pitarcha z Partii Ludowej. Od 1 do 7 maja w gminie odbywają się regionalne fiesty.

## Dzielnice i pedanías
W skład gminy wchodzi osiem dzielnic i pedanías, walenckich jednostek administracyjnych:
- Collet
- El Brusalet
- Els Bancalas
- Els Ibarsos
- Els Puchols de Dalt
- Els Rosildos
- La Marina
- Les Deveses

## Demografia
| 1990 | 1992 | 1994 | 1996 | 1998 | 2000 | 2002 | 2004 | 2005 |
| ---- | ---- | ---- | ---- | ---- | ---- | ---- | ---- | ---- |
| 1177 | 1144 | 1133 | 1090 | 1084 | 1098 | 1075 | 1073 | 1079 |